# Diocèse de Nanyang

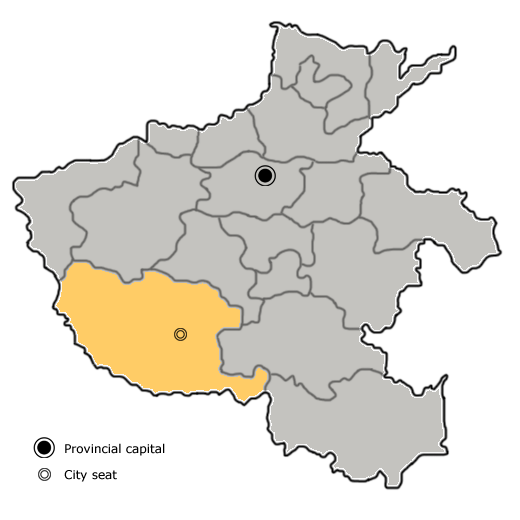
Situation du diocèse au sud-ouest de la province

Situation de la province du Henan

Le diocèse de Nanyang (Dioecesis Naniamensis) est un siège de l'Église catholique en République populaire de Chine, suffragant de l'archidiocèse de Kaifeng. Le siège est vacant.

## Territoire
Le diocèse comprend la ville-préfecture de Nanyang, dans la partie occidentale de la province du Henan (anciennement Ho-Nan).
Le siège épiscopal est la ville de Nanyang, où se trouve la cathédrale Saint-Joseph.

## Histoire
Le vicariat apostolique du Honan est érigé en 1844, recevant son territoire du diocèse de Nankin (aujourd'hui archidiocèse).
En 1869, il cède des portions de son territoire à l'avantage du vicariat apostolique du Honan septentrional (aujourd'hui diocèse de Jixian).
Le 28 août 1882, il cède encore des portions de territoire à l'avantage de la nouvelle préfecture apostolique du Honan occidental (aujourd'hui diocèse de Zhengzhou) et prend le nom de vicariat apostolique du Honan méridional.
Le 21 septembre 1916, il cède encore des portions de territoire à l'avantage du vicariat apostolique du Honan oriental (aujourd'hui archidiocèse de Kaifeng).
Le 3 décembre 1924, il assume le nom de vicariat apostolique de Nanyang(fu).
Le 2 mars 1933, il cède des portions de territoire à l'avantage de l'érection de la nouvelle préfecture apostolique de Zhumadian (aujourd'hui diocèse).
Enfin, le 11 avril 1946, il est élevé au rang de diocèse par la bulle Quotidie Nos de Pie XII.
Après que le culte chrétien a recommencé à être toléré dans le courant des années 1980, la situation des chrétiens dans la province du Henan n'est toujours pas claire. En 2000, il y avait un évêque « officiel » reconnu par les autorités communistes, tandis que sur les huit diocèses de la province, seuls quatre (dont celui de Nanyang) ont des évêques « clandestins » (c'est-à-dire non reconnus par les autorités communistes, mais valides selon Rome) et que plusieurs ecclésiastiques sont emprisonnés.
Un évêque non-officiel est consacré en 1995 en la personne de Joseph Zhu Baoyu, mais il démissionne plus tard pour limite d'âge et sa démission est acceptée par Rome. Cependant le 30 juin 2011, alors qu'il est âgé de quatre-vingt-dix ans, les autorités communistes chinoises le nomment de nouveau évêque officiel du diocèse, en contradiction avec Rome
La congrégation féminine diocésaine de Saint-Joseph, fondée en 1920 par un missionnaire italien de l'Institut pontifical pour les missions étrangères afin de seconder les missionnaires, opère dans la région et compte au début du XXIe siècle 116 religieuses.

## Ordinaires
- Jean-Henri Baldus, C.M. † (2 mars 1844 - 23 septembre 1864[5] nommé vicaire apostolique du Kiang-Si)
  - Sede vacante (1864-1873)
- Simeone Volonteri, P.I.M.E. † (22 juillet 1873 - 21 décembre 1904)
- Angelo Cattaneo, P.I.M.E. † (15 juin 1905 - 13 décembre 1910)
- Noè Giuseppe Tacconi, P.I.M.E. † (18 septembre 1911 - 20 novembre 1916 nommé vicaire apostolique du Honan oriental)
- Flaminio Belotti, P.I.M.E. † (14 juin 1917 - 29 mars 1938)
- Pietro Massa, P.I.M.E. † (29 mars 1938 - 19 février 1978)
  - Sede vacante
  - Joseph Jin De-chen, consacré en 1981
  - Joseph Zhu Bao-yu, depuis le 30 juin 2011

## Statistiques
Le diocèse à la fin de l'année 1950 comprenait 22 807 baptisés pour 4.025.000 habitants (0,6%).